# Reggada
Reggada es un género musical bereber marroquí y una danza de guerra tradicional de las tribus Beni Znassen/Aït Iznasen del noreste de Marruecos (provincias de Oujda, Berkane y Taourirt ).
Es muy similar al género musical Allaoui originario del este de Marruecos, que surgió casi al mismo tiempo que Reggada.

## Historia
Reggada es parte de las tradiciones de danza de guerra entre las tribus bereberes Aït Iznasen que celebran la victoria sobre sus enemigos. Así, la actuación incluye el uso de armas y golpes de pie al ritmo de la música.

### Ubicación
La música reggada se toca con mayor frecuencia en las regiones del noreste de Marruecos, especialmente en la ciudad de Aïn Regadda en la provincia de Berkane. También es popular en provincias como Oujda, Taourirt, Nador, Alhucemas, Taza y Ben Taieb .

## Danza y música
La danza se caracteriza por los maestros (localmente llamados jeques). Estos maestros tocan música y bailan usando varios instrumentos tradicionales como Bendri, Ghaita y Zmmar, que es una especie de flauta con dos cuernos que se encuentra típicamente en África. Los bailarines mueven los hombros, un rifle o un palo y golpean la ingle contra el suelo al ritmo de los tambores.
La música a menudo cuenta historias sobre temas como el amor, las emociones de tristeza y felicidad. Desde finales de la década de 1980, los sintetizadores musicales se utilizan cada vez más.